# LGBT práva na Vanuatu
Lesby, gayové, bisexuálové a transsexuálové (LGBT) se na Vanuatu mohou setkávat s právními komplikacemi neznámými pro většinové obyvatelstvo. Domácnosti tvořené stejnopohlavními páry nemají rovný přístup ke stejným právním protekcím jako manželské různopohlavní páry.

## Zákony týkající se stejnopohlavní sexuální aktivity
Stejnopohlavní sexuální styk je na Vanuatu legální. Od r. 2007 je sjednocen legální věk způsobilosti k pohlavnímu styku pro obě orientace.

## Stejnopohlavní soužití
Vanuatu neposkytuje stejnopohlavním svazkům žádnou zákonnou úpravu..
V říjnu 2013 vydal ministr vnitra vyhlášku, která zakazuje zdejším pastorům provádět svatební obřady párů stejného pohlaví.

## Ochrana před diskriminací
V zemi neexistuje žádná legislativa chránící osoby odlišné sexuální orientace nebo genderové identity před diskriminací.

## Životní úroveň
| Legální stejnopohlavní styk                                                             | (2007) |
| Stejný věk legální způsobilosti k pohlavnímu styku pro obě orientace                    | (2007) |
| Anti-diskriminační zákony v zaměstnání                                                  | No     |
| Anti-diskriminační zákony v přístupu ke zboží a službám                                 | No     |
| Anti-diskriminační zákony v ostatních oblastech (homofobní urážky, zločiny z nenávisti) | No     |
| Stejnopohlavní manželství                                                               | No     |
| Jiná forma stejnopohlavního soužití                                                     | No     |
| Adopce dítěte partnera                                                                  | No     |
| Společná adopce dětí stejnopohlavními páry                                              | No     |
| Gayové a lesby smějí otevřeně sloužit v armádě                                          |        |
| Možnost změny pohlaví                                                                   | No     |
| Přístup k umělému oplodnění pro lesbické ženy                                           | No     |
| Náhradní mateřství pro gay páry                                                         | No     |
| MSM smějí darovat krev                                                                  | No     |